# Arrondissement de Görlitz (Silésie)

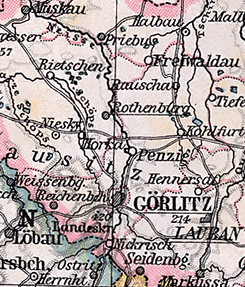
Arrondissement de Görlitz, 1905

L'arrondissement de Görlitz a existé de 1816 à 1947. Jusqu'en 1945, il fait partie de la province prussienne de Silésie et comprend des régions des deux côtés de la Neisse de Lusace. Après la Seconde Guerre mondiale, il continue d'exister jusqu'en 1947 dans l'État de Saxe dans la zone d'occupation soviétique jusqu'en 1947, sans la région située à l'est de la Neisse

## Territoire
Le 1er janvier 1945, l'arrondissement de Görlitz comprend 87 communes et le district forestier  de Görlitzer Kommunalheide. Le siège de l'arrondissement est Görlitz. Après la fin de la Seconde Guerre mondiale, l'arrondissement, qui réorganisé dans l'État de Saxe, couvre encore une superficie de 272 km2 avec 31 207 habitants.

## Histoire

### Royaume de Prusse
Après le Congrès de Vienne en 1815, une grande partie de l'ancienne Haute-Lusace saxonne devient une partie du district de Liegnitz de la province prussienne de Silésie. Le nouveau arrondissement de Görlitz est formé à partir de certaines parties de celle-ci en mai 1816. Le bureau de l'arrondissement est à Görlitz.
La délimitation définitive de l'arrondissement de Görlitz a lieu le 1er janvier 1820 :
- Les villages d'Alt Seidenberg, Bohra, Kundorf, Neu Klüx, Niclausdorf, Ober Niclausdorf, Ober- et Nieder Rudelsdorf, Osteichen, Scheibau, la ville de Seidenberg, Wilcka et Zwecka sont reclassés de l'arrondissement de Görlitz à l'arrondissement de Lauban.
- Les villages de Groß Krauscha, Neu Krauscha et Ober-Neundorf sont transférés de l'arrondissement de Rothenburg-en-Haute-Lusace (de) à l'arrondissement de Görlitz.
- Les villages de Gruna, Hermsdorf, Hochkirch, Kieslingswalde, Kuhna, Sommerseite et Thielitz sont reclassés de l'arrondissement de Lauban à l'arrondissement de Görlitz.

Le 1er juillet 1873, la ville de Görlitz devient l'arrondissement urbain de Görlitz.
La province de Silésie est dissoute le 8 novembre 1919. La nouvelle province de Basse-Silésie est formée à partir des districts de Breslau et Liegnitz. Le 1er octobre 1925, la commune de Rauschwalde et, le 1er juillet 1929, la commune de Moys (de) sont transférées de l'arrondissement de Görlitz à l'arrondissement urbain de Görlitz. Le 30 septembre 1929, presque tous les districts de domaine de l'arrondissement de Görlitz, comme dans le reste de la Prusse, sont dissous et attribués aux communes voisines. Il ne reste plus que la Görlitzer Kommunalheide, dont les habitations sont séparées et réunies à des communes voisines.
Le 1er avril 1938, les provinces prussiennes de Basse-Silésie et de Haute-Silésie sont réunies pour former une seule province de Silésie. Dans le même temps, les communes de Heiligensee, Mühlbock, Schnellfurt et Tiefenfurt à l'est de la Görlitzer Heide sont séparées de l'arrondissement de Görlitz et incorporées dans l'arrondissement de Bunzlau en fusionnant avec les communes de l'autre côté de la Große Tschirne (de), dans trois cas du même nom. Le 18 janvier 1941, la province de Silésie est à nouveau dissoute. La province de Basse-Silésie est formée à partir des districts de Breslau et de Liegnitz.
Au printemps 1945, le quartier est occupé par l'Armée rouge. Les arrondissements ruraux et urbains à l'est de la Neisse de Lusace deviennent une partie de la Pologne, qui forme aujourd'hui le powiat de Zgorzelec avec l'ancienne partie orientale de l'arrondissement de Zittau (de).

### Zone d'occupation soviétique/RDA
Sur ordre de l'administration militaire soviétique, la partie de l'arrondissement à l'ouest de la Neisse est réaffecté à l'état de Saxe le 9 juillet 1945. Le 16 janvier 1947, l'arrondissement est fusionné avec l'arrondissement voisin de Weißwasser (de) pour former un nouveau arrondissement de Weißwasser-Görlitz (de) basé à Weißwasser/Haute-Lusace, qui à son tour est rebaptisé le 12 janvier 1948 arrondissement de Niesky. Dans le cadre de la réforme des arrondissements de la RDA (de) en 1952, les nouveaux arrondissements de Weißwasser (de), Niesky (de) et Görlitz-Campagne (de) sont formés à partir de ce dernier. La partie de l'ancien arrondissement silésien de Görlitz située à l'ouest de la Neisse se trouve ainsi dans l'arrondissement de Görlitz-Campagne.

## Évolution de la démographie
| Année | Habitants | Source |
| ----- | --------- | ------ |
| 1820  | 42 152    | [ 4 ]  |
| 1846  | 60 162    | [ 5 ]  |
| 1871  | 88 712    | [ 6 ]  |
|       |           |        |
| 1885  | 50 998    | [ 7 ]  |
| 1900  | 50 272    | [ 8 ]  |
| 1910  | 51 843    | [ 8 ]  |
| 1925  | 65 476    | [ 9 ]  |
| 1939  | 60 675    | [ 9 ]  |

## Administrateurs de l'arrondissement
- 1816–183200Wolf Christian Ludwig von Gersdorff (de)
- 1832–184700Friedrich Georg Henning von Oertzen
- 1847–185800Ernst von Haugwitz (de)
- 1858–186400Otto Theodor von Seydewitz
- 1864–187700Chlodwig von Sydow (de)
- 1877–189500Damm von Seydewitz (de)
- 1895–189600Friedrich Wilhelm Ludwig von Schwerin (de)
- 1896–190000Arthur von Witzleben (de)
- 1901–191100Karl von Roeder (de)
- 1911–191500Kurt von Hoffmann
- 1915–191600Kurt von Strachwitz
- 1916–191700Robert von Zedlitz und Neukirch (de)
- 1917–192400Wilhelm von Lympius (de)
- 1925–193300Ludwig Schröter (de)
- 1933–193300Koch
- 1933–193500Bernhard von Volkmann
- 1935–193900Hans Karl von Reinhard (de)
- 1939–194500Johannes Rohne (de)

## Constitution communale
Depuis le XIXe siècle, l'arrondissement de Görlitz est divisé en villes, en communes rurales et en districts de domaine. Avec l'introduction de la loi constitutionnelle prussienne sur les communes du 15 décembre 1933 ainsi que le code communal allemand du 30 janvier 1935, le principe du leader est appliqué au niveau municipal. Une nouvelle constitution d'arrondissement n'est plus créée; Les règlements de l'arrondissement pour les provinces de Prusse-Orientale et Occidentale, de Brandebourg, de Poméranie, de Silésie et de Saxe du 19 mars 1881 restent applicables.

## Communes

### Communes sur la rive droite de la Neisse
Les communes suivantes se trouvent à l'est de la Neisse de Lusace et sont rattachées à la Pologne en 1945 : 
- Alt Kohlfurt
- Birkenlache
- Gruna
- Haidewaldau
- Hennersdorf
- Hermsdorf
- Hohkirch
  - Pommerseite
- Kieslingswalde
- Kohlfurt
- Köslitz
- Kosma
- Kuhna
- Lauterbach
- Leopoldshain
- Lichtenberg
- Lissa
- Lomnitz
- Neuhammer
- Neuhaus
- Nieda
- Nieder Bielau
- Nieder Langenau
- Nieder Penzighammer
- Ober Bielau
- Ober Langenau
- Ober Penzighammer
- Penzig
- Radmeritz
- Rauscha
- Rothwasser
- Schnellförtel
- Schönberg
- Schützenhain
- Sercha
- Sohr Neundorf
- Sohra
- Stangenhain
- Steinkirchen
- Thielitz
- Troitschendorf
- Wendisch Ossig

Plusieurs communes à l'est de la Neisse perdend leur indépendance avant 1945 :
- Mittel Sohra, 1930 à Sohra
- Moys (de), 1929 à Görlitz
- Nieder Sohra, 1930 à Sohra
- Ober Sohra, 1930 à Sohra

### Communes à gauche de la Neisse
Les communes suivantes se trouvent à l'ouest de la Neisse resté dans l'arrondissement réduit de Görlitz en 1945 : 
- Arnsdorf
- Biesig
- Buchholz
- Deschka
- Deutsch Ossig
- Deutsch Paulsdorf
- Dittmannsdorf
- Döbschütz
- Ebersbach
- Friedersdorf
- Gersdorf
- Girbigsdorf
- Groß Biesnitz
- Groß Krauscha
- Hagenwerder
- Hilbersdorf
- Holtendorf
- Jauernick-Buschbach
- Klein Biesnitz
- Klein Neundorf
- Klingewalde
- Königshain
- Krobnitz
- Kunnersdorf
- Kunnerwitz
- Liebstein
- Markersdorf
- Melaune
- Mengelsdorf
- Meuselwitz
- Nieder Ludwigsdorf
- Niederreichenbach
- Ober Ludwigsdorf
- Ober-Neundorf
- Oberreichenbach
- Pfaffendorf
- Prachenau
- Reichenbach, ville
- Schlauroth
- Schöps
- Siebenhufen
- Tauchritz
- Tetta
- Weinhübel
- Zentendorf
- Zodel

Les communes suivantes perdent leur indépendance avant 1945 :
- Jauernick, le 1er avril 1937 à Jauernick-BuschbachNiecha, le 1er avril 1937 à Jauernick-Buschbach
- Rauschwalde, 1925 à Görlitz
- Niederpfaffendorf, 1931 à Pfaffendorf
- Oberpfaffendorf, 1931 à Pfaffendorf

## Changements de noms de lieux
En 1929, les communes de Kohlfurt, Dorf à Alt Kohlfurt et Kohlfurt, Bahnhof sont rebaptisées à Kohlfurt . Sous le régime national-socialiste, les modifications suivantes sont apportées aux noms de lieux d'origine sorabe en 1937 :
- Deschka: Auenblick,
- Krischa: Buchholz (Basse-Silésie),
- Niecha: Buschbach,
- Nieda: Wolfsberg (Basse-Silésie),
- Nikrisch: Hagenwerder,
- Posottendorf-Leschwitz: Weinhübel,
- Sercha: Burgundenau,
- Sohra: Kesselbach (Basse-Silésie),
- Sohr Neundorf: Florsdorf,
- Tetta: Margaretenhof (Basse-Silésie),
- Wendisch Ossig: Warnsdorf (Basse-Silésie)

Ces changements ne sont pas inversés après 1945, à l'exception de Deschka et Tetta.